# Simplesmente Irresistível
Simply Irresistible (bra/prt: Simplesmente Irresistível) é um filme germano-estadunidense de 1999, do gênero comédia romântica, dirigido por Mark Tarlov com roteiro de Judith Roberts.

## Sinopse
Amanda é a proprietária de um restaurante e é completamente apaixonada por um executivo chamado Tom Bartlett, mas ele está muito ocupado para perceber que ela é a garota dos seus sonhos, até que Amanda tem que fazer todo o possível para fazer Tom cair loucamente rendido a seus pés.
Apesar de seus esforços, como proprietária e, como um chef, a falta de sucesso com os clientes pode forçar Amanda a ter que fechar seu pequeno restaurante de Nova York. Mas o destino a leva a descobrir que é capaz de colocar seus sentimentos sobre o que cozinha e cativar seus clientes também. Assim, com um caranguejo mágico dado por um anjo da guarda misterioso e mágico que se apresenta como Gene O'Reilly, é como Tom entra na sua vida. Juntos, eles vivem um romance apaixonado, mas a magia acabará por sobrecarregar sua cozinha. 

## Elenco
- Sarah Michelle Gellar como Amanda Shelton
- Sean Patrick Flanery como Tom Bartlett
- Patricia Clarkson como Lois McNally
- Dylan Baker como Jonathan Bendel
- Christopher Durang como Gene O'Reilly
- Larry Gilliard Jr. como Nolan Traynor
- Betty Buckley como tia Stella
- Amanda Peet como Chris
- Małgorzata Zajączkowska como sra. Mueller

## Trilha sonora
1. "Little King" – The Hollowbodies
2. "Busted" – Jennifer Paige
3. "Falling" – Donna Lewis
4. "Got the Girl (Boy from Ipanama)" – Reiss
5. "The Angel of the Forever Sleep" – Marcy Playground
6. "Take Your Time" – Lori Carson
7. "Beautiful Girls" – Chris Lloyd
8. "Once in a Blue Moon" – Sydney Forest
9. "Parkway" – The Hang Ups
10. "Our Love Is Going to Live Forever" – Spain
11. "Bewitched, Bothered and Bewildered" – Katalina
12. "That Old Black Magic" (Harold Arlen) – Jessica